# Anatomy of a Love Seen
Pour plus de détails, voir Fiche technique et Distribution.
Anatomy of a Love Seen est un film américain réalisé par Marina Rice Bader, sorti en 2014.
C'est un film sur l’amitié et l'amour entre femmes.
Le titre est un jeu de mots avec "Anatomy of a love scene" (Anatomie d'une scène d'amour).
La réalisatrice, Marina Rice Bader, joue elle-même le rôle de la réalisatrice dans le film.
En juillet 2014, Marina Rice Bader a offert son film en location digitale aux spectateurs à travers le monde, immédiatement après la première au Outfest de Los Angeles.

## Synopsis
Zoe (Sharon Hinnendael) et Mal (Jill Evyn) doivent tourner une scène lesbienne sur le tournage d'un film. Amantes quelque temps auparavant, on comprend qu'il existe un contentieux entre elles dont la scène qu'elles doivent jouer ensemble va servir d'expression.

## Fiche technique
- Titre : Anatomy of a Love Seen
- Réalisation : Marina Rice Bader
- Scénario : Marina Rice Bader
- Production :
- Musique :
- Pays d'origine :  États-Unis
- Genre : Drame, romance lesbienne
- Lieux de tournage : Glendale, Californie, États-Unis
- Durée : 80 minutes (1 h 20)
- Date de sortie :
  -  États-Unis : 18 juillet 2014
  -  Allemagne : 18 octobre 2014 (Filmfest homochrom)
  -  France : 26 novembre 2014 (Chéries-Chéris)

## Distribution
- Sharon Hinnendael : Zoe Peterson
- Jill Evyn : Mal Ford
- Constance Brenneman : Anne Pasternak
- Marina Rice Bader : Kara Voss
- Kieran Valla : Kieran Scardovi
- Alexandria Storm : Alex Smith
- Justin Kane : Justin da Silva

## Anecdotes
- Runaway de Sarah Smith[Laquelle ?] est le clip vidéo musical officiel du film.